# Ezio Varisco
Ezio Varisco (Trieste, 28 aprile 1914 – Libia, 24 novembre 1942) è stato un cestista italiano.
Pilota aerosiluratore, morì nel corso della seconda guerra mondiale.

## Carriera
Ha giocato con la Ginnastica Triestina per 6 stagioni, vincendo i campionati italiani 1932 e 1934.
Ha giocato anche con la maglia della nazionale italiana di pallacanestro l'Europeo 1935 e quello del 1937, dove ha vinto la medaglia d'argento.

In tutto un totale di quattordici presenze.

## Palmarès
- Campionato italiano: 2

Ginnastica Triestina: 1932, 1934